# Oppenhuizen c.a.
Het waterschap Oppenhuizen c.a. was een waterschap in de gemeenten Doniawerstal, Sneek en Wymbritseradeel in de Nederlandse provincie Friesland.
Het waterschap werd opgericht om de waterafvoer in de diverse polders beter te regelen en ter verbetering van de vaargelegenheid. De vaarverbindingen verloren in de loop der tijd hun betekenis en met name na de uitvoering van de ruilverkaveling Hommerts-Oppenhuizen in de jaren zestig, zeventig en tachtig van de twintigste eeuw waren de eilandjes ook over land goed bereikbaar. Het waterschap verloor daarmee zijn functie. Het gebied van het voormalige waterschap maakt sinds 2004 deel uit van het Wetterskip Fryslân.